# Бенеман, Гийом
Гийом (Вильгельм) Бенеман, или Беннеманн (фр. Guillaume Beneman, Benneman; 1750 — после 1811), — выдающийся французский мастер-мебельщик и бронзовщик (литейщик и чеканщик) французского неоклассицизма немецкого происхождения. Продолжал традицию работы мебельщиков немецкого происхождения, скрытых или явных протестантов, при французском королевском дворе подобно Жану-Франсуа Эбену, Жану-Анри Ризенеру, Давиду Рёнтгену, Адаму Вайсвайлеру, Мартену Карлену, Жану-Фердинанду Швердфегеру.

## Биография
Во Франции мастера называли Гийом. В Париж он прибыл, вероятно, уже вполне владея профессией, поскольку с 1785 года числился королевским мебельщиком (ébéniste du Roi). Он стал последним из выдающихся мастеров вслед за Андре-Шарлем Булем, Жан-Франсуа Эбеном и Жан-Анри Ризенером. В Париже Бенеман поселился на улице Фобур Сент-Антуан (фр.).
В Париже Бенеман работал под руководством (а иногда и по проектам) скульптора и поставщика двора (Fournisseur de la Cour) Жана Оре (Jean Hauré), а также пользовался услугами скульпторов Буазо и Мартен. В последние годы «старого режима» (Ancien Régime): царствования Людовик XVI Людовика XVI относительно скромная и простая мебель работы Бенемана была предпочтительнее экстравагантных образцов Жана-Анри Ризенера. Бенеман также занимался реставрацией и реконструкцией предметов королевской обстановки или поставкой дополнительных предметов к уже существующим, таких как бюро, доставленное 28 декабря 1786 года для внутреннего кабинета Людовика XVI в Версале.
«Мебель работы Бенемана отличается строгими геометрическими формами, тонкими бронзовыми или латунными накладками, маркетри с цветочными мотивами, вставками превосходного севрского фарфора. Многие образцы напоминают продукцию Давида Рёнтгена, другого знаменитого мастера немецкого происхождения».
В отдельных случаях Бенеман сотрудничал с Андре-Антуаном Раврио. Бенеман успешно работал в годы Директории (1795—1799). Он продолжал выпускать сдержанную и строгую по форме мебель, сочетающую тёмную тональность красного дерева с тонкой оправой из позолоченной бронзы, поэтому его работы иногда относят к «стилю Директории», предвещающему французский ампир. В 1792 году он был официально нанят для удаления с секвестрированной мебели королевских эмигрантов декора маркетри и оправ из позолоченной бронзы как «эмблем феодализма». После некоторого периода забвения во время революции мастерская Бенемана пережила новый период успеха в годы Первой Империи. В этот период Бенеман использовал бронзовые детали работы Пьера-Филиппа Томира.

## Галерея

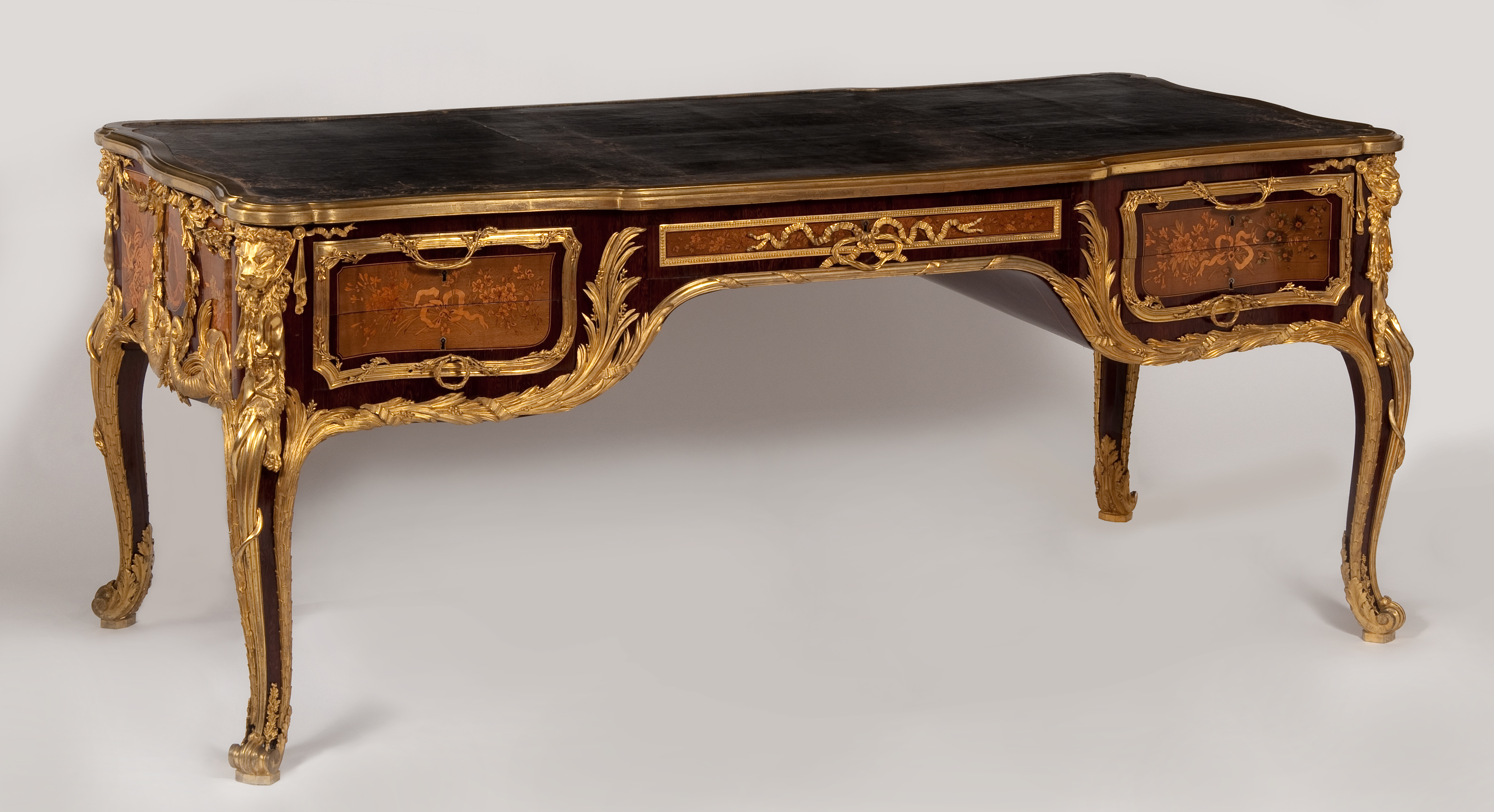
Письменный стол. 1786. Чёрное дерево, маркетри, бронза, золочение. Поместье Уоддесдон, графство Бакингемшир, Англия
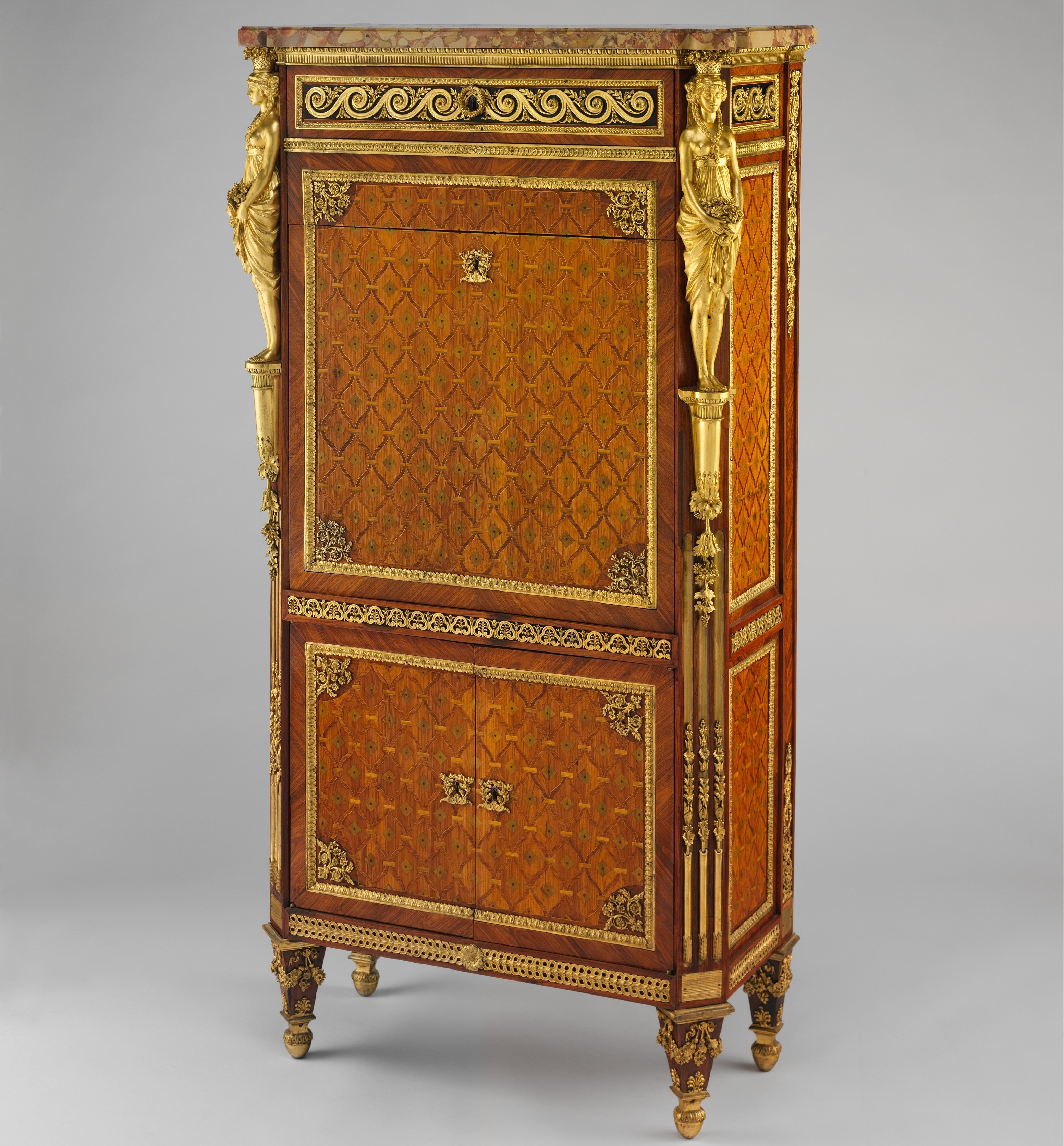
Секретер. 1787. Красное дерево, окраска, бронза, золочение. Метрополитен-музей, Нью-Йорк
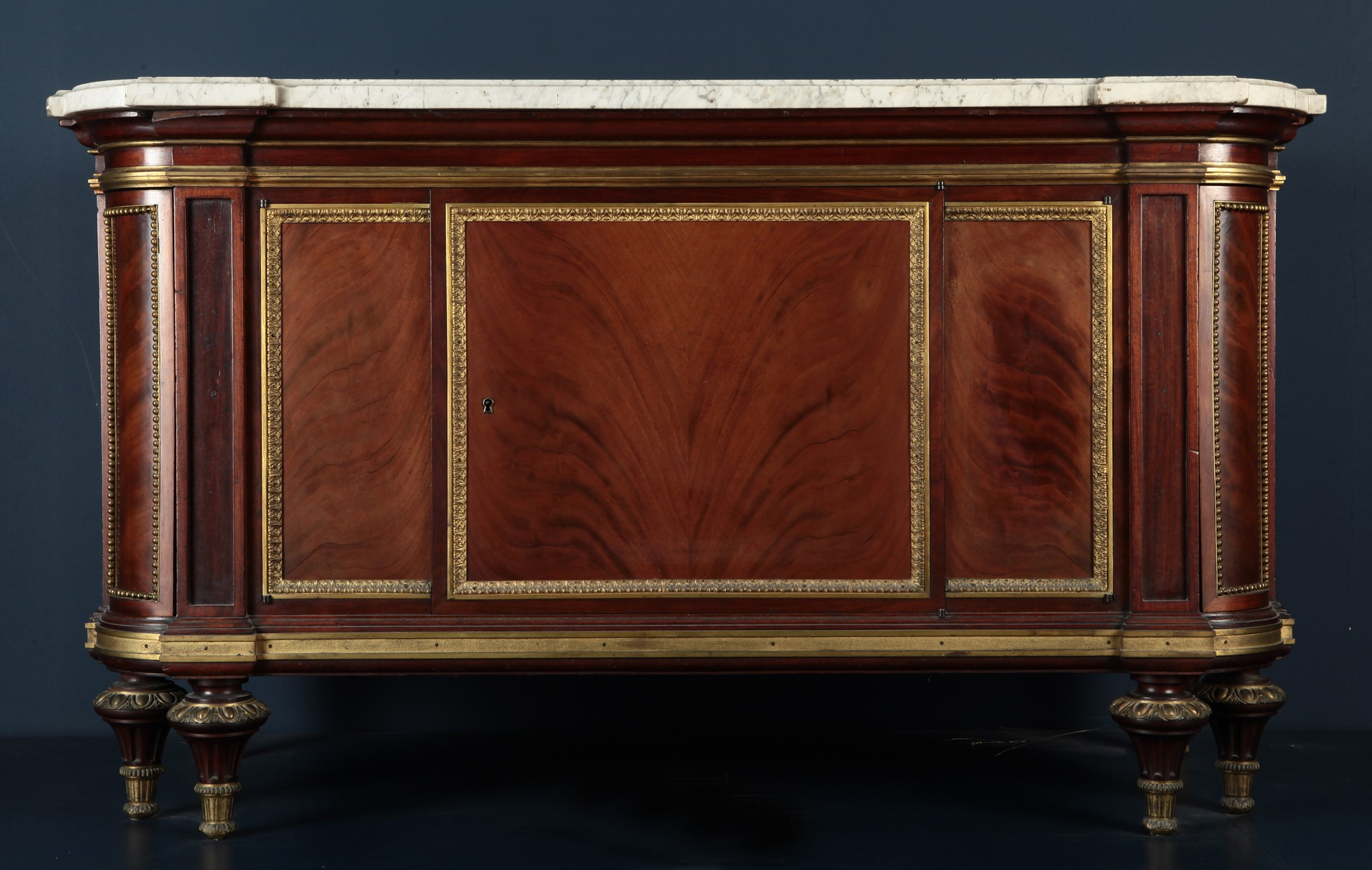
Дрессуар (посудный шкаф). 1780-е гг. Дуб, красное дерево, бронза, золочение. Национальный музей изящных искусств, Буэнос-Айрес
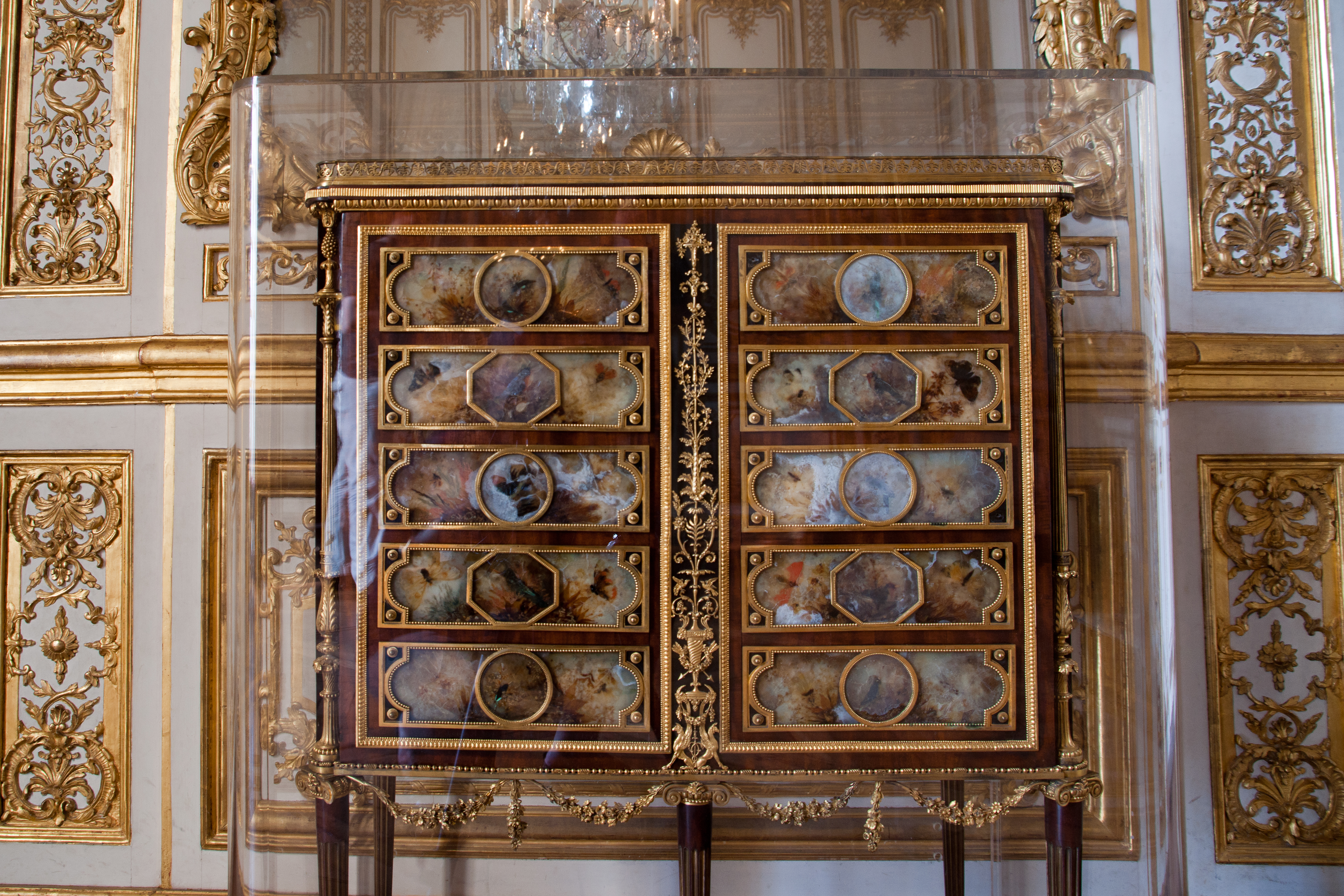
«Кабинет золотой посуды». Красное и чёрное дерево, бронза, золочение, севрский фарфор. Малые апартаменты короля Большого дворца, Версаль
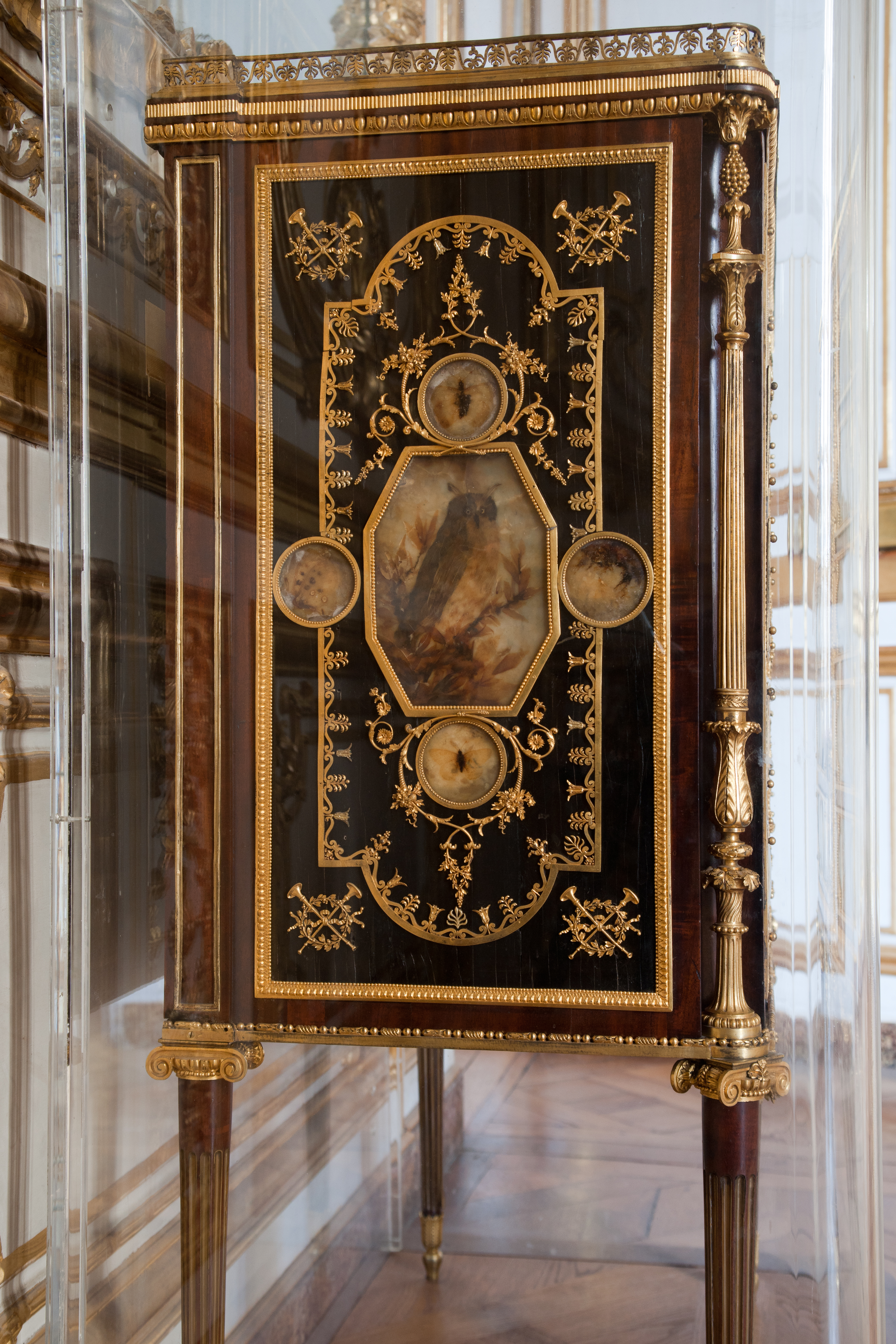
«Кабинет-медальер». Красное и чёрное дерево, бронза, золочение, севрский фарфор. Малые апартаменты короля Большого дворца, Версаль